# Agrius virgata
Agrius virgata är en fjärilsart som beskrevs av Tutt 1904. Agrius virgata ingår i släktet Agrius och familjen svärmare. Inga underarter finns listade i Catalogue of Life.